# Longroiva
Longroiva é uma povoação portuguesa sede da Freguesia de Longroiva do Município de Mêda, freguesia com 41,22 km² de área e 218 habitantes (censo de 2021), tendo, por isso, uma densidade populacional de 5,3 hab./km².

## Toponímia
João de Barros aponta como nome antigo Langóbriga: 
Longroiva - castelo na Lusitânia a par do rio Douro, vinte léguas do Porto, chamava-lhe Ptolomeu Langóbriga, e neste lugar parece que o assenta.
No entanto outros autores defendem que a antiga Langóbriga se situa em Fiães (Santa Maria da Feira). Presume-se ter existido naquele local um povoado lusitano-romano denominado Lancobriga (por vezes Langobriga). Lancobriga é apontada como a possível capital dos Turduli Veteres. Por volta do século II a.C., os romanos ocuparam o referido monte, que já conheceria um certo desenvolvimento por volta do século IV. O "itinerário de Antonino" refere que, na estrada romana que ligava Olissipo (Lisboa) a Bracara Augusta (Braga) encontrava-se Lancobriga, a norte de Talabriga, localizada no Baixo Vouga, e a 13 milhas para sul de Cale (Porto/Gaia).

Ainda hoje se podem vislumbrar no lugar de Ferradal restos de pavimento que poderão ser dessa via.

## História
Foi sede de concelho entre 1120 e 6 de novembro de 1836. Era constituído pelas freguesias de Chãs de Longroiva, Santa Comba, Fonte Longa, Longroiva. Tinha, em 1801, 1 583 habitantes. Aquando da extinção, as suas freguesias foram anexadas aos concelhos de Marialva, Meda e Foz Côa.

## Demografia
A população registada nos censos foi:
| Distribuição da População por Grupos Etários | Distribuição da População por Grupos Etários | Distribuição da População por Grupos Etários | Distribuição da População por Grupos Etários | Distribuição da População por Grupos Etários |
| -------------------------------------------- | -------------------------------------------- | -------------------------------------------- | -------------------------------------------- | -------------------------------------------- |
| Ano                                          | 0-14 Anos                                    | 15-24 Anos                                   | 25-64 Anos                                   | > 65 Anos                                    |
| 2001                                         | 27                                           | 43                                           | 175                                          | 171                                          |
| 2011                                         | 15                                           | 16                                           | 109                                          | 146                                          |
| 2021                                         | 16                                           | 5                                            | 82                                           | 115                                          |

## Património
- Castelo de Longroiva
- Igreja Matriz de Longroiva, de origem-medieval
- Pelourinho de Longroiva
- Ponte romana de Longroiva

## Equipamentos
- Casa Mortuária
- Termas de Longroiva

## Ligação externa
- Junta de Freguesia de Longroiva